# Пеулень-Чук (комуна)
Пеулень-Чук, Пеулені-Чук (рум. Păuleni-Ciuc) — комуна у повіті Харгіта в Румунії. До складу комуни входять такі села (дані про населення за 2002 рік):
- Делніца (623 особи)
- Пеулень-Чук (583 особи) — адміністративний центр комуни
- Шоймень (530 осіб)

Комуна розташована на відстані 218 км на північ від Бухареста, 3 км на північний схід від М'єркуря-Чука, 84 км на північ від Брашова.

## Населення
За даними перепису населення 2002 року у комуні проживали 1736 осіб.
Національний склад населення комуни:
| Національність | Кількість осіб | Відсоток |
| -------------- | -------------- | -------- |
| угорці         | 1704           | 98,2%    |
| румуни         | 27             | 1,6%     |
| цигани         | 5              | 0,3%     |

Рідною мовою назвали:
| Мова      | Кількість осіб | Відсоток |
| --------- | -------------- | -------- |
| угорська  | 1699           | 97,9%    |
| румунська | 23             | 1,3%     |
| циганська | 14             | 0,8%     |

Склад населення комуни за віросповіданням:
| Релігія        | Кількість осіб | Відсоток |
| -------------- | -------------- | -------- |
| римо-католики  | 1679           | 96,7%    |
| православні    | 22             | 1,3%     |
| реформати      | 17             | 1,0%     |
| унітарії       | 5              | 0,3%     |
| греко-католики | 4              | 0,2%     |